# Schaaf

Schaven met een Japanse trekschaaf

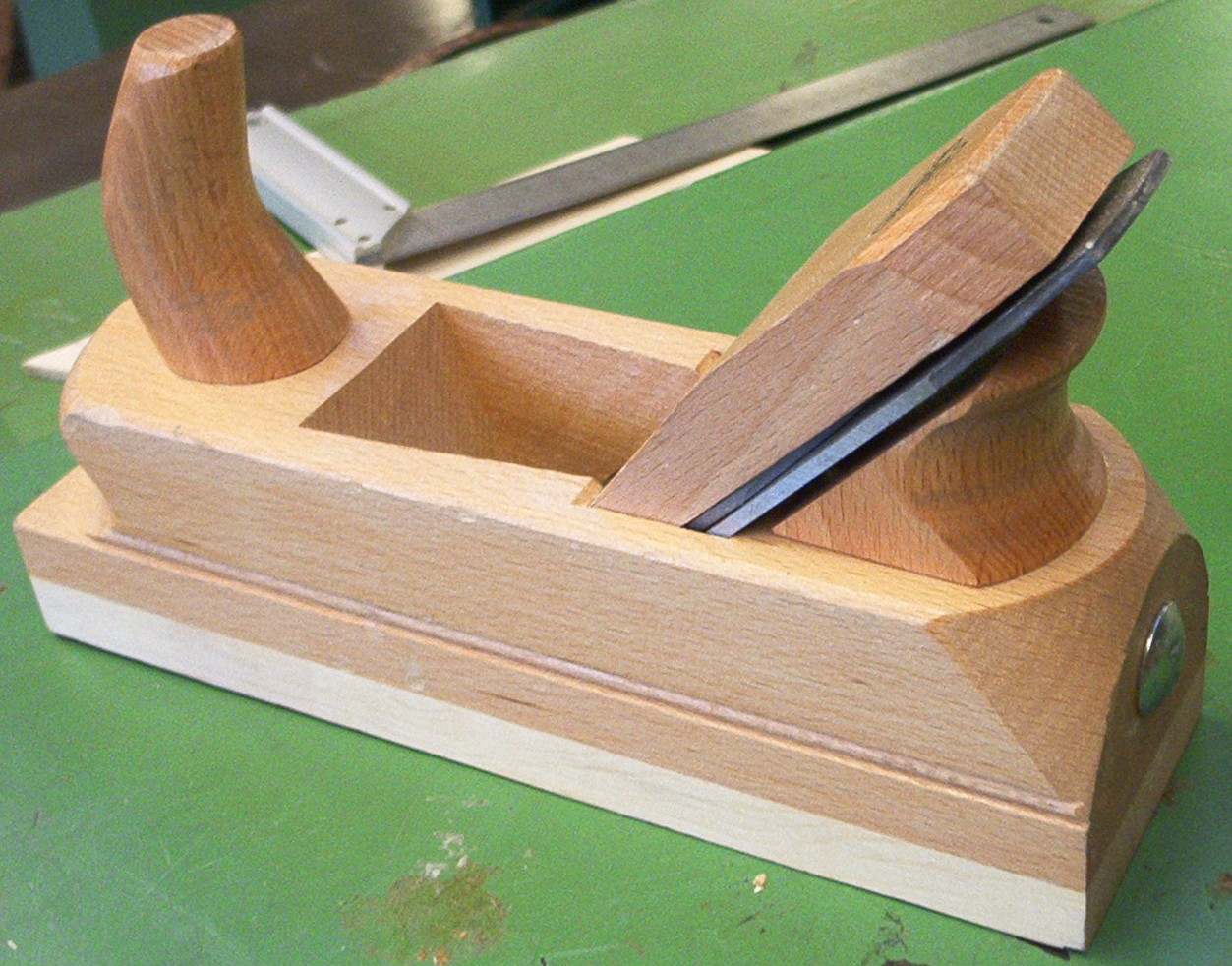
Houten blokschaaf

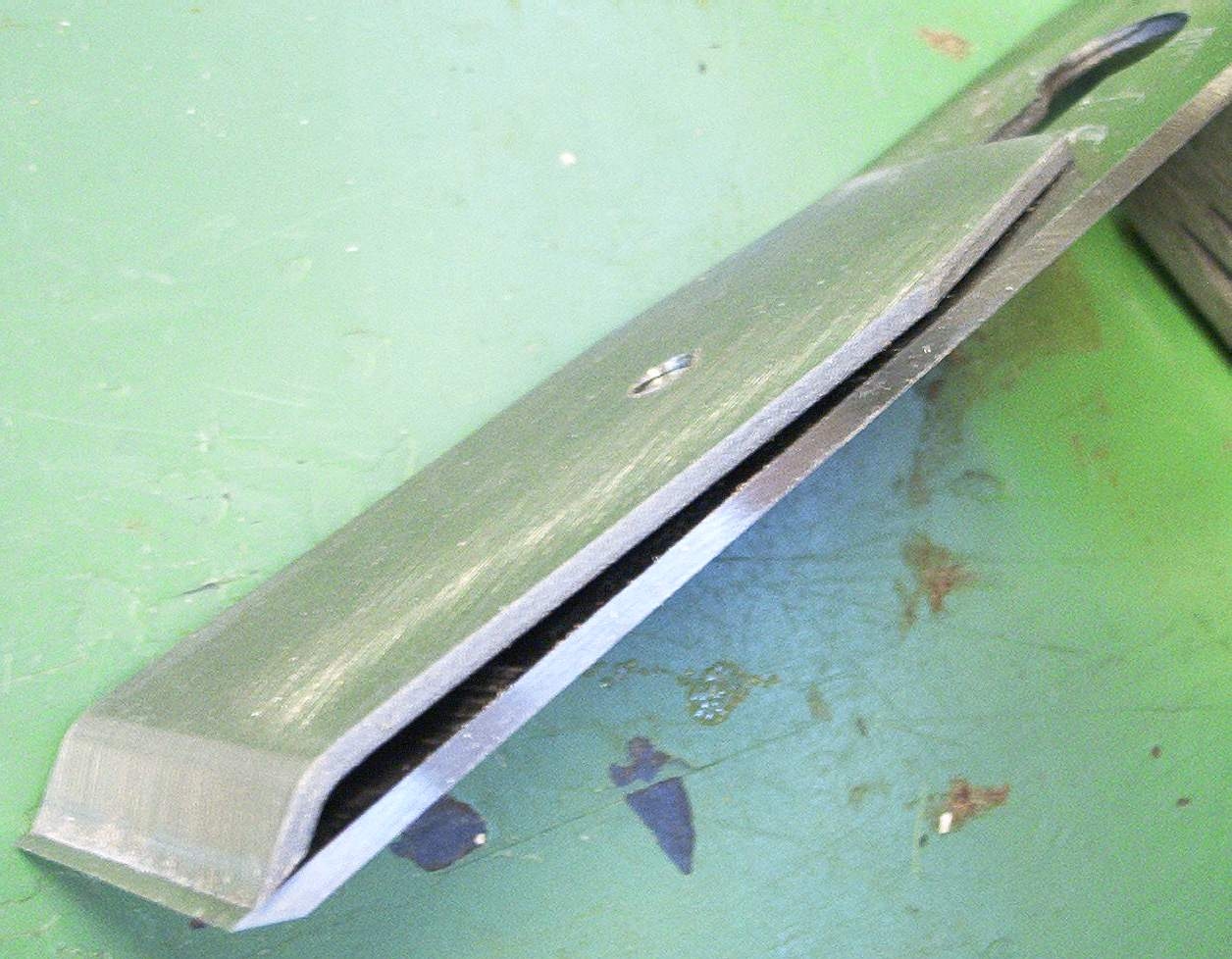
Beitel met een erop bevestigde keerbeitel

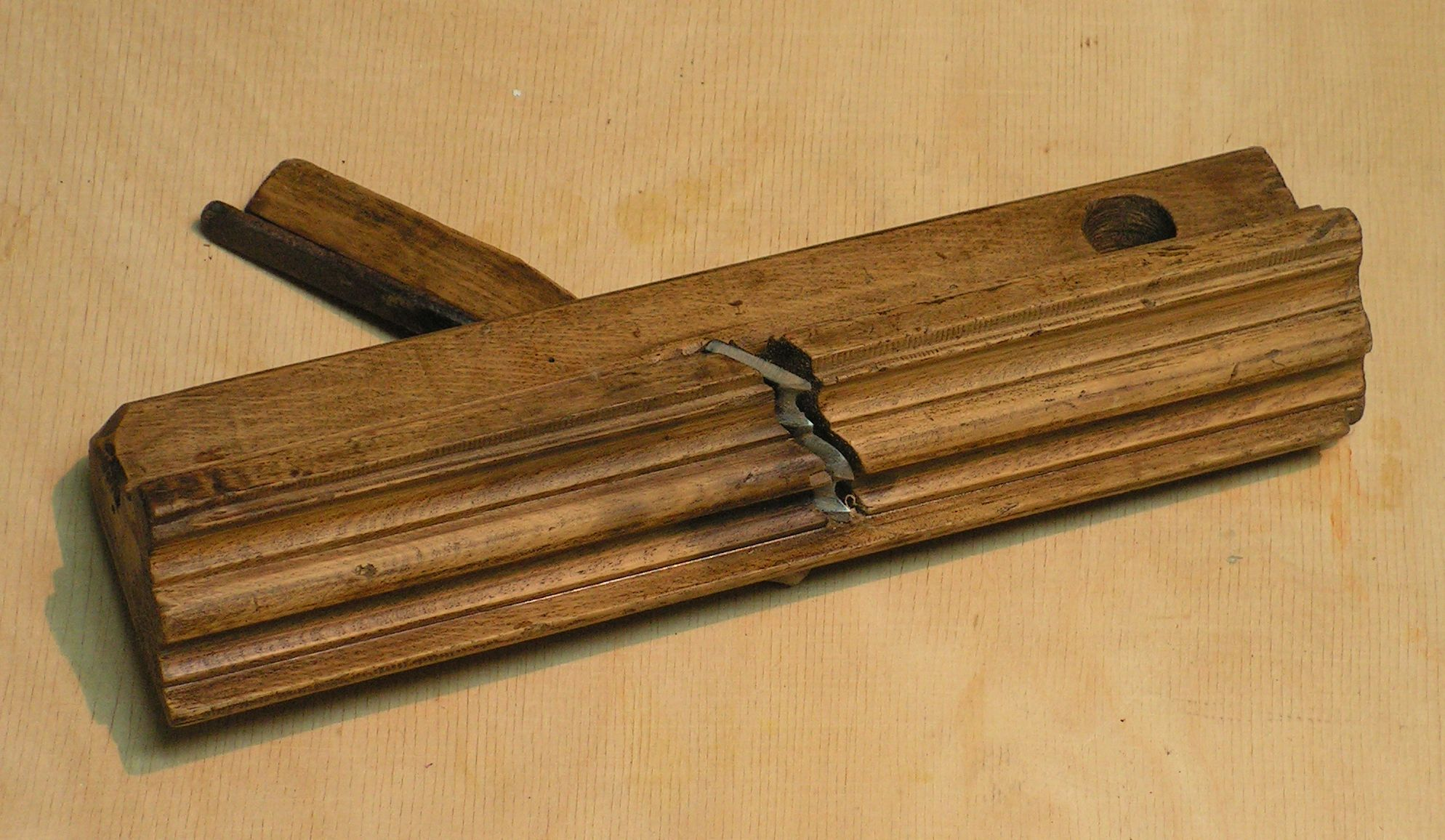
Profielschaaf

Een schaaf is een stuk handgereedschap voor houtbewerking. De essentie van een schaaf is dat een schaafbeitel in een vaste hoek ten opzichte van de zool (het contactvlak met het te schaven object) is vastgezet, waarbij de schaafbeitel in een verstelbare mate onder die zool uitsteekt. Door de schaaf over het werkstuk te halen worden de hoogste punten van het oppervlak van het werkstuk door de schaafbeitel afgenomen (verspaand), resulterend in een vlak(ker) oppervlak. Het doel van het schaven is het hout gladder, vlakker of dunner te maken.
Afhankelijk van het ontwerp kan een schaaf geduwd of getrokken worden (of allebei tegelijk). Eveneens afhankelijk van het ontwerp, wordt de schaafbeitel gemonteerd met de vouw georienteerd naar beneden dan wel naar boven.

## Geschiedenis
De oudste teruggevonden schaven stammen uit de eerste eeuw van de jaartelling, maar waarschijnlijk hadden de Grieken ook al dergelijk gereedschap. Schaven zijn traditioneel van hout, waarbij de zool al dan niet van een andere (meer slijtvaste) houtsoort gemaakt is, maar ook bronzen en stalen schaven zijn al vrij oud.
In de Middeleeuwen waren er alleen bij vioolbouwers en instrumentmakers en dergelijke hooggespecialiseerde ambachtslieden kleine vormen van stalen schaven in gebruik. In die tijd maakte iedere ambachtsman zijn eigen schaven. Pas in de achttiende eeuw kwam de industriële productie op gang. In het laatste kwart van die eeuw werd ook de schaaf- en keerbeitel uitgevonden. Doordat een keerbeitel een wat dikkere houtspaan ombuigt tot een "schaafkrul" raakt de schaaf veel minder gauw "verstopt" en is hij aanmerkelijk aangenamer in het gebruik.
Rond 1860 werd door Bailey de stalen schaaf ontwikkeld zoals die nog in gebruik is. In naam wordt deze nog steeds door de firma Stanley geproduceerd. Een vergelijkbare schaaf qua model werd door het Friese bedrijf Nooitgedagt in IJlst gemaakt. Andere bekende merken stalen schaven zijn Record, Lie-Nielsen en Veritas.

## Modellen
Er zijn tientallen verschillende modellen schaven, ieder met een eigen toepassing en veelal zowel in houten als stalen uitvoering. Enkele bekende vormen:
- de blokschaaf
- de voorloper
- de reischaaf
- de sponningschaaf
- de spookschaaf (hol- en bolschaaf)
- de grondschaaf
- de ploegschaaf
- de veerploeg
- profielschaven voor het maken van lijstwerk en profileringen

De eerste drie hiervan zijn vergelijkbaar in bouw en verschillen vooral in de lengte van de zool, al zal ook de breedte navenant mee variëren (er zijn nog meer van deze modellen met elk een eigen lengte). Van de genoemde modellen zijn dit ook de enige met keerbeitels.
Bewerkingen van vroeger met grondschaaf en profielschaaf maakt men nu met de bovenfreesmachine of freesmachine voorzien van daartoe geëigend snijgereedschap.
De ploegschaaf en veerploeg werden gebruikt voor het maken van respectievelijk een groef en veer in planken.
Een vergelijkbaar stuk gereedschap is het zogenaamde davidschaafje, die met een soortement scheermesje werkt. Dit wordt vooral gebruikt voor kleine correcties, bijvoorbeeld om fineerranden af te werken.
Een veelgebruikte schaaf, vooral door de doe-het-zelver, is de houten of metalen blokschaaf.

## Het schaven
Schaven is iets dat gemakkelijk lijkt wanneer het door een expert gebeurt, maar dat voor een beginner lastig kan blijken. Exacte lichaamshouding van de schaver en de mate waarin het te schaven object vastligt kunnen veel verschil maken. Ook de scherpte en de snijhoek van de schaafbeitel maken verschil. Ook de manier waarop de schaver omgaat met de draad kan cruciaal zijn.
De schaaf houdt de schaafbeitel in een vaste hoek in een vaste afstand ten opzichte van de zool, maar bij verschillende modellen schaven is die hoek verschillend: de hoek kan meer dan 45 graden zijn, maar ook veel minder. Als de hoek minder is ligt de beitel ondersteboven (met de vouw naar boven) zodat de eigenlijke snijhoek allicht meer dan 45 graden is. Een snijhoek van meer dan 45 graden leidt ertoe dat de schaaf zwaarder gaat maar minder geneigd is te 'happen', met alle schade vandien. Dit loont vooral bij de afwerking in meer luxe houtsoorten.
Het afstellen van de mate waarin de schaafbeitel onder de zool uitsteekt bepaalt de dikte van de schaafkrul. Bij juist gebruik van een schaaf (met een scherpe beitel) snijdt de schaaf van de hoger gelegen delen van het te schaven object een laagje af. Deze techniek noemt men verspanen. 
Op deze manier is een schaafvlak vlakker te maken (of juist rond), of een object dunner. Ook is zo de hoek tussen de diverse vlakken van het object te veranderen, bijvoorbeeld haaks te maken.